# Platanthera fuscescens
Platanthera fuscescens är en orkidéart som först beskrevs av Carl von Linné, och fick sitt nu gällande namn av Friedrich Fritz Wilhelm Ludwig Kraenzlin. Platanthera fuscescens ingår i släktet nattvioler, och familjen orkidéer. Inga underarter finns listade i Catalogue of Life.